# والاس، نوا اسکوشیا

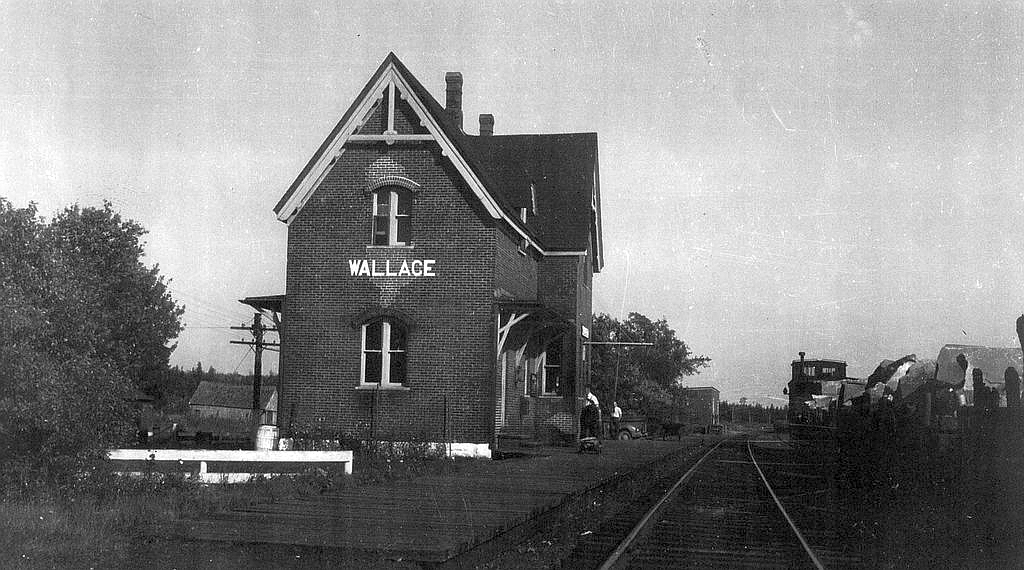
ایستگاه قطار والاس، اواخر دهه ۱۸۰۰

والاس یک جامعهٔ روستایی در شهرستان کامبرلند، نوا اسکوشیا، کانادا می‌باشد.

## افراد سرشناس
- سیمون نیوکام، اخترشناس و ریاضیدان، متولد ۱۸۳۵ در والاس.